# Kastanjespecht
De kastanjespecht (Celeus castaneus) is een vogel uit de familie Picidae (spechten).

## Verspreiding en leefgebied
Deze soort komt voor van zuidoostelijk Mexico tot westelijk Panama.

## Status
De grootte van de populatie is in 2017 geschat op 50.000-500.000 volwassen vogels. Op de Rode lijst van de IUCN heeft deze soort de status niet bedreigd.